# Смиља Костић Јоксић
Смиља Костић Јоксић (Београд, 1895 — Београд, 1981) била је српски и југословенски педијатар, научни радник, ванредни професор на Катедри педијатрије на Медицинском факултету у Београду, шеф првог Дечјег диспанзера у Београду у оквиру Дечје клинике, оснивач Саветовалишта за одојчад, писац, аутор више од 50 научних радова међу којима су и први наслови и приручници из клиничке лабораторијске дијагностике у Србији. Године 1939. изабрана је за доцента педијатрије, чиме постаје и прва жена доцент Медицинског факултета.
Председник Француске републике је 1952. године др Смиљу Костић-Јоксић  одликовао Националним орденом Легије части због изузетног залагања за примену Бе-се-же вакцинe у сузбијању туберкулозе код деце на просторима послератне Југославије. Том приликом јој је у знак посебног поштовања даровао и брош са иницијалима BCG од брилијаната. 
Била је удата за др Александра Костића, са којим је имала двојицу синова — Ивана Вању, који је погинуо 1942. у четницима и Војислава Вокија Костића, познатог композитора.
Умрла је 1981. године у Београду. Сахрањена је на Новом гробљу у Алеји заслужних грађана, где су касније сахрањени и њен муж Александар и син Војислав.

## Школовање и каријера
За време Балканских ратова, као гимназијалка Смиља Јоксић се пријавила за добровољну болничарку у VII резервној болници у Београду. Завршетак борби дочекује са навршених седамнаест година и два одликовања, „Крстом Милосрђа” и „Медаљом српског Црвеног крста”. Уписала је 1915. године Медицински факултет у Лозани и након дипломирања 1919. године радила је на Очној клиници у Монпељеу, а затим на Дечијој клиници у Стразбуру.
Када је Хистолошки институт Медицинског факултета у Београду добио своје просторије, постала је први асистент на тој катедри. Године 1925. је премештена за асистента у новоосновану Педијатријску клинику. При клиници је основала Дечји диспанзер и постаје шеф те службе, а посебан медицински проблем њеног интересовања постаје туберкулоза код деце, као и организација превентиве.
У првим поратним годинама, од 1945. до 1948. године доцент др Смиља Костић-Јоксић ангажује се у организовању лечења туберкулозне деце, које је у то време било много.

## Брак, страдања и рехабилитација
Брачни пар Смиља Костић-Јоксић и Александар Костић се венчао 1919. године у Монпељеу, а потом и у православној Николајевској цркви у Ници. Обоје су поседовали изузетну стручност и несебично се предавали науци, обоје су завршили Медицински факултет у Страсбуру и заједно су основали Хистолошки институт у Београду 1922. године. Заједно су одбили да потпишу окупацијски апел 1941. године и уклоњени са Медицинског факултета 1942. године, да би скупа били враћени на исти факултет 1944. године и поново удаљени 1952. године.
После неколико година, факултет је упутио позив проф. Смиљи Костић-Јоксић да се врати, али oна је овај позив одбила. Године 2001. одржана је свечана седница Наставно-научног већа, на којој је донета одлука да се стављају ван снаге сва решења, одлуке и наредбе које се односе на одстрањивање професора са Медицинског факултета у Београду. Након пола века, морално су рехабилитовани проф. др Смиља Костић-Јоксић и проф. др Александар Ђ. Костић.